# Badminton na Letnich Igrzyskach Olimpijskich 2020 – debel kobiet
Gra podwójna kobiet podczas XXXII Letnich Igrzysk Olimpijskich w Tokio odbywała się w dniach od 24 lipca do 2 sierpnia 2021 roku w Musashino Forest Sports Plaza. W rywalizacji udział 16 par z 14 krajów.

## Zasady turnieju
Zawodniczki zostały podzielone na cztery grupy, w których rywalizowano systemem każdy z każdym. Dwie najlepsze pary z każdej z grup awansowały do ćwierćfinału. Od tego czasu rywalizacja przybrała formę pucharową. W trakcie całego turnieju mecze grało się do dwóch zwycięskich setów.

## Rozstawieni zawodnicy
1. Yuki Fukushima / Sayaka Hirota
2. Chen Qingchen / Jia Yifan
3. Mayu Matsumoto / Wakana Nagahara
4. Lee So-hee / Shin Seung-chan

## Faza grupowa

### Grupa A
| Zawodniczki                   | Mecz | W | P | S+ | S- | Pkt. | Uwagi |
| ----------------------------- | ---- | - | - | -- | -- | ---- | ----- |
| Greysia Polii Apriyani Rahayu | 3    | 3 | 0 | 6  | 1  | 3    | Q     |
| Yuki Fukushima Sayaka Hirota  | 3    | 2 | 1 | 5  | 3  | 2    | Q     |
| Chow Mei Kuan Lee Meng Yean   | 3    | 1 | 2 | 3  | 4  | 1    |       |
| Chloe Birch Lauren Smith      | 3    | 0 | 3 | 0  | 6  | 0    |       |

| Data     | Zawodniczka 1                 | Wynik            | Zawodniczka 2                 |
| -------- | ----------------------------- | ---------------- | ----------------------------- |
| 24 lipca | Greysia Polii Apriyani Rahayu | 21-14 21-17      | Chow Mei Kuan Lee Meng Yean   |
| 24 lipca | Yuki Fukushima Sayaka Hirota  | 21-13 21-14      | Chloe Birch Lauren Smith      |
| 25 lipca | Yuki Fukushima Sayaka Hirota  | 17-21 -15 21-8   | Chow Mei Kuan Lee Meng Yean   |
| 26 lipca | Greysia Polii Apriyani Rahayu | 21-11 21-13      | Chloe Birch Lauren Smith      |
| 27 lipca | Yuki Fukushima Sayaka Hirota  | 22-24 21-13 8-21 | Greysia Polii Apriyani Rahayu |
| 27 lipca | Chow Mei Kuan Lee Meng Yean   | 21-19 21-16      | Chloe Birch Lauren Smith      |

### Grupa B
| Zawodniczki                    | Mecz | W | P | S+ | S- | Pkt. | Uwagi |
| ------------------------------ | ---- | - | - | -- | -- | ---- | ----- |
| Mayu Matsumoto Wakana Nagahara | 3    | 3 | 0 | 6  | 1  | 3    | Q     |
| Selena Piek Cheryl Seinen      | 3    | 2 | 1 | 4  | 3  | 2    | Q     |
| Rachel Honderich Kristen Tsai  | 3    | 1 | 2 | 4  | 4  | 1    |       |
| Doha Hany Hadia Hosny          | 3    | 0 | 3 | 0  | 6  | 0    |       |

| Data     | Zawodniczka 1                  | Wynik           | Zawodniczka 2                 |
| -------- | ------------------------------ | --------------- | ----------------------------- |
| 24 lipca | Mayu Matsumoto Wakana Nagahara | 21-7 21-3       | Doha Hany Hadia Hosny         |
| 24 lipca | Selena Piek Cheryl Seinen      | 16-21 -14 21-15 | Rachel Honderich Kristen Tsai |
| 25 lipca | Mayu Matsumoto Wakana Nagahara | 14-21 -19 21-18 | Rachel Honderich Kristen Tsai |
| 26 lipca | Selena Piek Cheryl Seinen      | 21-6 21-10      | Doha Hany Hadia Hosny         |
| 27 lipca | Mayu Matsumoto Wakana Nagahara | 24-22 21-15     | Selena Piek Cheryl Seinen     |
| 27 lipca | Rachel Honderich Kristen Tsai  | 21-5 21-6       | Doha Hany Hadia Hosny         |

### Grupa C
| Zawodniczki                      | Mecz | W | P | S+ | S- | Pkt. | Uwagi |
| -------------------------------- | ---- | - | - | -- | -- | ---- | ----- |
| Lee So-hee Shin Seung-chan       | 3    | 2 | 1 | 5  | 2  | 2    | Q     |
| Du Yue Li Yinhui                 | 3    | 2 | 1 | 4  | 2  | 2    | Q     |
| Setyana Mapasa Gronya Somerville | 3    | 1 | 2 | 2  | 5  | 1    |       |
| Maiken Fruergaard Sara Thygesen  | 3    | 1 | 2 | 3  | 5  | 1    |       |

| Data     | Zawodniczka 1                   | Wynik             | Zawodniczka 2                    |
| -------- | ------------------------------- | ----------------- | -------------------------------- |
| 24 lipca | Du Yue Li Yinhui                | 21-13 21-15       | Maiken Fruergaard Sara Thygesen  |
| 24 lipca | Lee So-hee Shin Seung-chan      | 21-9 21-6         | Setyana Mapasa Gronya Somerville |
| 25 lipca | Lee So-hee Shin Seung-chan      | 21-15 19-21 20-22 | Maiken Fruergaard Sara Thygesen  |
| 26 lipca | Du Yue Li Yinhui                | 21-9 21-12        | Setyana Mapasa Gronya Somerville |
| 27 lipca | Maiken Fruergaard Sara Thygesen | 19-21 -13 12-21   | Setyana Mapasa Gronya Somerville |
| 27 lipca | Lee So-hee Shin Seung-chan      | 21-19 21-12       | Du Yue Li Yinhui                 |

### Grupa D
| Zawodniczki                                 | Mecz | W | P | S+ | S- | Pkt. | Uwagi |
| ------------------------------------------- | ---- | - | - | -- | -- | ---- | ----- |
| Chen Qingchen Jia Yifan                     | 3    | 3 | 0 | 6  | 0  | 3    | Q     |
| Kim So-yeong Kong Hee-yong                  | 3    | 2 | 1 | 5  | 3  | 2    | Q     |
| Gabriеła Stoеwa Stеfani Stoеwa              | 3    | 1 | 2 | 3  | 5  | 1    |       |
| Jongkolphan Kititharakul Rawinda Prajongjai | 3    | 0 | 3 | 1  | 6  | 0    |       |

| Data     | Zawodniczka 1                  | Wynik             | Zawodniczka 2                               |
| -------- | ------------------------------ | ----------------- | ------------------------------------------- |
| 24 lipca | Chen Qingchen Jia Yifan        | 21-6 21-10        | Jongkolphan Kititharakul Rawinda Prajongjai |
| 24 lipca | Kim So-yeong Kong Hee-yong     | 21-23 21-12 23-21 | Gabriеła Stoеwa Stеfani Stoеwa              |
| 25 lipca | Kim So-yeong Kong Hee-yong     | 21-19 24-22       | Jongkolphan Kititharakul Rawinda Prajongjai |
| 26 lipca | Chen Qingchen Jia Yifan        | 21-18 21-15       | Gabriеła Stoеwa Stеfani Stoеwa              |
| 27 lipca | Chen Qingchen Jia Yifan        | 19-21 -16 21-14   | Kim So-yeong Kong Hee-yong                  |
| 27 lipca | Gabriеła Stoеwa Stеfani Stoеwa | 21-11 16-21 -17   | Jongkolphan Kititharakul Rawinda Prajongjai |

## Finały
|  |              |                                |              |                            |              |    |    |                               |                               |           |                            |           |                   |                   |                   |                   |                   |       |       |
|  | Ćwierćfinały | Ćwierćfinały                   | Ćwierćfinały | Ćwierćfinały               | Ćwierćfinały |    |    | Półfinały                     | Półfinały                     | Półfinały | Półfinały                  | Półfinały |                   |                   | Finał             | Finał             | Finał             | Finał | Finał |
|  | Ćwierćfinały | Ćwierćfinały                   | Ćwierćfinały | Ćwierćfinały               | Ćwierćfinały |    |    | Półfinały                     | Półfinały                     | Półfinały | Półfinały                  | Półfinały |                   |                   | Finał             | Finał             | Finał             | Finał | Finał |
|  |              |                                |              |                            |              |    |    |                               |                               |           |                            |           |                   |                   |                   |                   |                   |       |       |
|  |              |                                |              |                            |              |    |    |                               |                               |           |                            |           |                   |                   |                   |                   |                   |       |       |
|  | A1           | Greysia Polii Apriyani Rahayu  | 21           | 20                         | 21           |    |    |                               |                               |           |                            |           |                   |                   |                   |                   |                   |       |       |
|  | A1           | Greysia Polii Apriyani Rahayu  | 21           | 20                         | 21           |    |    |                               |                               |           |                            |           |                   |                   |                   |                   |                   |       |       |
|  | C2           | Du Yue Li Yinhui               | 15           | 22                         | 17           |    |    |                               |                               |           |                            |           |                   |                   |                   |                   |                   |       |       |
|  | C2           | Du Yue Li Yinhui               | 15           | 22                         | 17           |    |    | A1                            | Greysia Polii Apriyani Rahayu | 21        | 21                         |           |                   |                   |                   |                   |                   |       |       |
|  |              |                                |              |                            |              |    |    | A1                            | Greysia Polii Apriyani Rahayu | 21        | 21                         |           |                   |                   |                   |                   |                   |       |       |
|  |              |                                | C1           | Lee So-hee Shin Seung-chan | 19           | 17 |    |                               |                               |           |                            |           |                   |                   |                   |                   |                   |       |       |
|  | C1           | Lee So-hee Shin Seung-chan     | C1           | Lee So-hee Shin Seung-chan | 19           | 17 | 21 | 21                            |                               |           |                            |           |                   |                   |                   |                   |                   |       |       |
|  | C1           | Lee So-hee Shin Seung-chan     |              |                            |              |    |    |                               |                               |           |                            |           |                   |                   |                   |                   |                   |       |       |
|  | B2           | Selena Piek Cheryl Seinen      | 8            | 17                         |              |    |    |                               |                               |           |                            |           |                   |                   |                   |                   |                   |       |       |
|  | B2           | Selena Piek Cheryl Seinen      | 8            | 17                         |              |    | A1 | Greysia Polii Apriyani Rahayu | 21                            | 21        |                            |           |                   |                   |                   |                   |                   |       |       |
|  |              |                                |              |                            |              |    |    |                               |                               |           |                            |           |                   |                   |                   |                   |                   |       |       |
|  |              |                                | D1           | Chen Qingchen Jia Yifan    | 19           | 15 |    |                               |                               |           |                            |           |                   |                   |                   |                   |                   |       |       |
|  | D2           | Kim So-yeong Kong Hee-yong     | D1           | Chen Qingchen Jia Yifan    | 19           | 15 | 21 | 14                            | 28                            |           |                            |           |                   |                   |                   |                   |                   |       |       |
|  | D2           | Kim So-yeong Kong Hee-yong     |              |                            |              |    |    |                               |                               |           |                            |           |                   |                   |                   |                   |                   |       |       |
|  | B1           | Mayu Matsumoto Wakana Nagahara | 14           | 21                         | 26           |    |    |                               |                               |           |                            |           |                   |                   |                   |                   |                   |       |       |
|  | B1           | Mayu Matsumoto Wakana Nagahara | 14           | 21                         | 26           |    |    | D2                            | Kim So-yeong Kong Hee-yong    | 15        | 11                         |           | Mecz o 3. miejsce | Mecz o 3. miejsce | Mecz o 3. miejsce | Mecz o 3. miejsce | Mecz o 3. miejsce |       |       |
|  |              |                                |              |                            |              |    |    | D2                            | Kim So-yeong Kong Hee-yong    | 15        | 11                         |           | Mecz o 3. miejsce | Mecz o 3. miejsce | Mecz o 3. miejsce | Mecz o 3. miejsce | Mecz o 3. miejsce |       |       |
|  |              |                                | D1           | Chen Qingchen Jia Yifan    | 21           | 21 |    |                               |                               |           |                            |           |                   |                   |                   |                   |                   |       |       |
|  | A2           | Yuki Fukushima Sayaka Hirota   | D1           | Chen Qingchen Jia Yifan    | 21           | 21 | 21 | 10                            | 10                            |           |                            |           |                   |                   |                   |                   |                   |       |       |
|  | A2           | Yuki Fukushima Sayaka Hirota   |              |                            |              |    |    |                               |                               | C1        | Lee So-hee Shin Seung-chan | 10        | 17                |                   |                   |                   |                   |       |       |
|  | D1           | Chen Qingchen Jia Yifan        | 18           | 21                         | 21           |    |    |                               |                               | C1        | Lee So-hee Shin Seung-chan | 10        | 17                |                   |                   |                   |                   |       |       |
|  | D1           | Chen Qingchen Jia Yifan        | 18           | 21                         | 21           |    |    | D2                            | Kim So-yeong Kong Hee-yong    | 21        | 21                         |           |                   |                   |                   |                   |                   |       |       |
|  |              |                                |              |                            |              |    |    | D2                            | Kim So-yeong Kong Hee-yong    | 21        | 21                         |           |                   |                   |                   |                   |                   |       |       |